# Stachyneura
Stachyneura är ett släkte av fjärilar. Stachyneura ingår i familjen plattmalar.
Kladogram enligt Catalogue of Life:
| Stachyneura | \| \| Stachyneura iostigma \| \| \| \| \| \| Stachyneura sceliphrodes \| \| \| \| |
|             | \| \| Stachyneura iostigma \| \| \| \| \| \| Stachyneura sceliphrodes \| \| \| \| |
|             | Stachyneura iostigma                                                              |
|             |                                                                                   |
|             | Stachyneura sceliphrodes                                                          |
|             |                                                                                   |